# Heinrich Mayr
Heinrich Mayr (29 ottobre 1854 – Monaco di Baviera, 24 gennaio 1911) è stato un botanico tedesco, noto per aver proposto nel 1906 uno schema di classificazione delle zone fitoclimatiche.

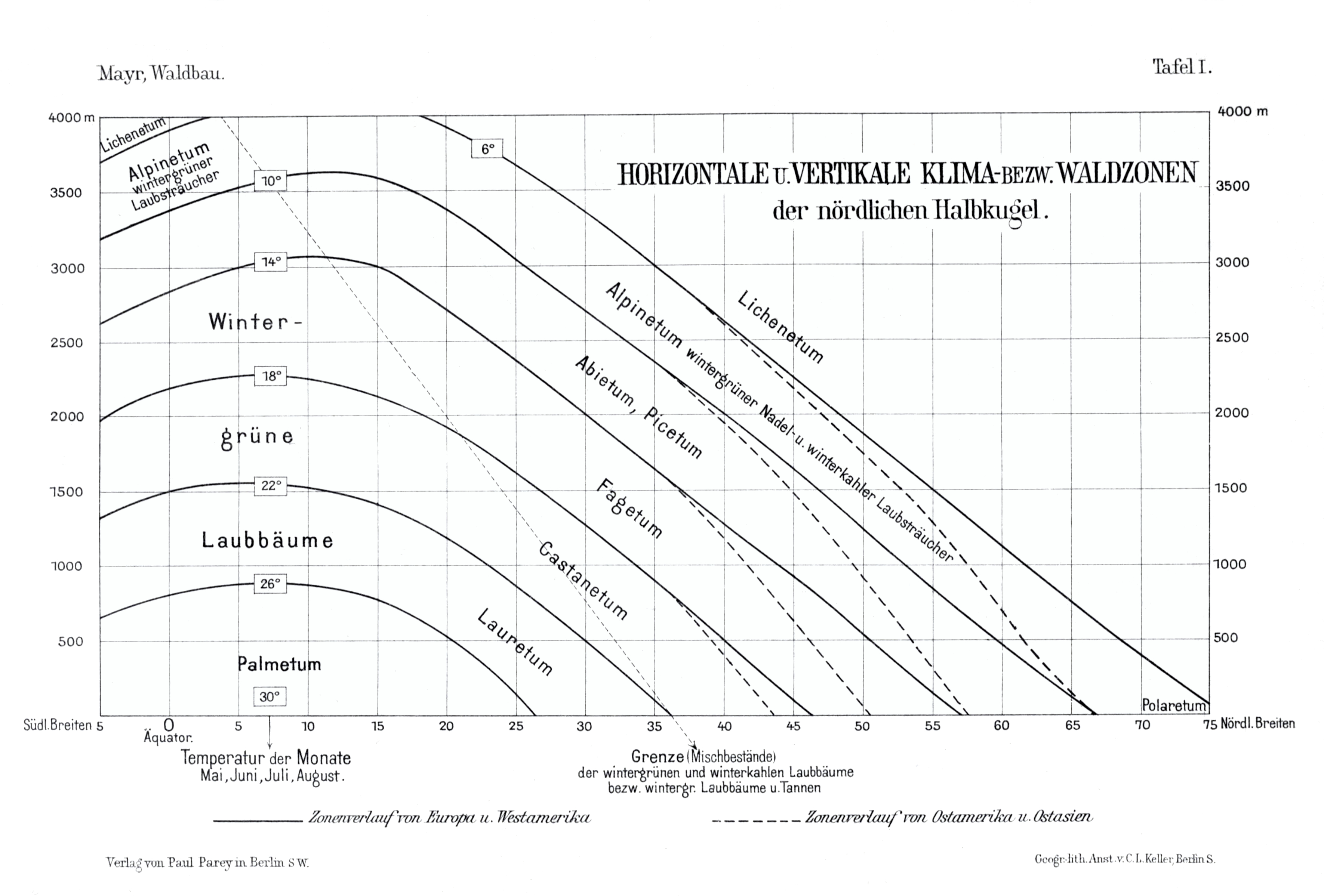
La classificazione delle zone fitoclimatiche di Mayr in Waldbau auf naturgesetzlicher Grundlage (1909)

Dottore in filosofia e lic. oec. publ. è stato professore dell'insegnamento delle produzioni forestali presso l'Università di Monaco di Baviera.